# 粧佛
粧佛，或作妝佛，是自閩南地區傳入臺灣的神佛塑像傳統技藝，今日在鹿港、臺中、臺南等地仍有少數師傅在傳承這項技藝。

## 歷史源流與發展
粧佛是傳統神佛像雕刻的一種技藝，其中結合了木雕與漆藝，甚至還包含道教科儀；專業的雕刻工匠則稱粧佛師。這種技藝在傳統上大多都是藉由父親教授兒子或其他男性晚輩的方式進行傳承。其製作過程相當隱密而嚴格；從一開始的開斧到完成後的開光點眼，每個階段都須遵守既定的規範，並適時舉行宗教儀式。傳統上來說，粧佛師在整個粧佛過程必須吃齋淨戒。
臺灣的粧佛技藝主要源自福建，可分為泉州派、福州派、漳州派三派；前二者多見於鹿港與臺南地區，新竹的佛像雕刻源自於福州，後者則多傳承於臺北地區。清治末期至日治初期，本地粧佛師興起。二次世界大戰後，國民政府遷台的二十多年是粧佛業的全盛期，鹿港、臺南的名師輩出。臺灣還保有這項傳統技藝，但因顧客減少，也面臨失傳的危機。
福州系統與泉州雕刻最大的不同處在於佛像衣裾的處理，福州較為簡化，泉州講究線條的細膩。泉州的木雕工藝聞名，其平雕、線雕、花格雕、神像雕等技法細膩。名師施禮，十二歲習木雕，因精妙的花鳥雕刻技法，十七歲時即參與鹿港天后宮前殿的雕刻，受到泉州師傅鳳勾之賞識，成為入室弟子。施禮的雕刻承襲泉州雕刻之精髓，因而博得「神刀」美譽，其施至輝承「神刀」之技,世代傳承。

## 技藝工序
粧佛製作過程如下：
1. 開斧：擲筊徵求神明許可雕刻分身；若是神明答應，再由粧佛師傅、擇日先生或神明指定吉日良辰以舉行開斧儀式。
2. 打粗坯：粗略塑成神像的大致樣貌，此階段之半成品稱作「粗胚」。
3. 細坯修光：將整個粗胚除臉部之外的細部修飾完整，並以砂紙將表面磨至光滑。
4. 開面：雕刻五官表情。
5. 打底漆：在塑像全身刷上底漆以修補其細孔及凹痕。
6. 入神：透過儀式祈求神明將其力量注入塑像內；一般在牽線、安金與彩繪之前舉行。[5][6]
7. 牽粉線/牽線：用漆線（泉州派）或粉線（福州派）勾勒出服飾線條。
8. 粉面開眼：塗上臉部、手腳顏色並畫出五官。
9. 上彩繪：將其服飾上色。
10. 栽鬚：先在神像鑽出小洞並填入黏膠，再逐一將塑膠毛、動物毛或蠶絲塞入其中。
11. 安金箔/安金：於神像表面貼覆金箔。
12. 開光點眼：為神像舉行開光點眼儀式。

## 臺灣粧佛工藝家
施至輝，2014年獲文化部國家工藝成就獎，2011年獲指定為「國家重要傳統藝術—保存者」（另稱人間國寶）。
彰化粧佛保存者，施至輝、吳青波、柯錦中、吳翔宇、施世瞳、林新發。
臺南粧佛保存者，黃德勝、林貞饒、蔡天民。
臺中粧佛保存者，葉勇助。
雲林粧佛保存者，丁宗華。

## 外部連結
- 工藝傳家系列特展伍─粧佛保存者˙臺中粧佛名師葉勇助-傳藝Online
- 島嶼藝象-粧佛(上) - YouTube
- 島嶼藝象-粧佛(下) - YouTube
- 國寶大師施至輝-粧佛藝術
- 臺灣粧佛工藝大師‧施至輝 （页面存档备份，存于）
- 施至輝-國立臺灣工藝研究發展中心 （页面存档备份，存于）
- 泉州派佛雕傳人黃瑞祥：讓傳統工藝得以傳承 （页面存档备份，存于）

## 延伸閱讀
- 傳神，施至輝粧佛藝術—關聖帝君的製作-文化部文化資產局 （页面存档备份，存于）